# Космички судар
Космички судар је судар између небеских тела који изазива мерљиве ефекте. Космички судари имају физичке последице и утврђено је да се редовно дешавају у планетарним системима, иако најчешћи укључују астероиде, комете или метеороиде и имају минималан ефекат. Када велики објекти утичу на терестричкепланете као што је Земља, може доћи до значајних физичких и биосферских последица, иако атмосфера ублажава многе површинске утицаје уласком у атмосферу. Ударни кратери и структуре су доминантни облици рељефа на многим чврстим објектима Сунчевог система и представљају најјачи емпиријски доказ за њихову учесталост и размере.